# Eduard Heis
Eduard Heis (født 18. februar 1806 i Köln, død 30. juni 1877 i Münster) var en tysk astronom.
Heis blev 1852 professor i matematik og astronomi ved Akademiet i Münster. Han beskæftigede sig fornemmelig med at observere foranderlige stjerner, stjerneskud, zodiakallys, dæmring, nordlys og så videre og har publiceret sine talrige iagttagelser foruden i Veröffentlichung der Sternwarte zu Münster, I, II (1875—77) i det af ham i årene 1858—75 redigerede Wochenschrift für Astronomie og andre fagskrifter. Resultaterne af sine Iagttagelser med blotte øjne af stjernehimmelen og Mælkevejen har Heis meddelt i Atlas coelestis novus (1872). Heis var en meget skattet lærer i matematik; han har udgivet flere lære- og øvelsesbøger i den elementære matematik, hvoraf kan mærkes: Sammlung von Beispielen und Aufgaben aus der allgemeinen Arithmetik und Algebra, der blandt andet er oversat på italiensk (1837, 111. oplag 1912).